# The Century Plaza Hotel
The Century Plaza Hotel est un hôtel de luxe de Los Angeles, aux États-Unis.
Situé à Century City, l'hôtel, haut de 19 étages, forme un croissant faisant face à l'Avenue of the Stars, à côté des Century Plaza Towers.
Le bâtiment de l'hôtel est l'œuvre de l'architecte Minoru Yamasaki.

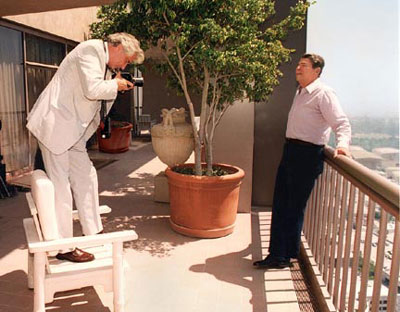
Harry Benson photographiant Ronald Reagan au balcon du Century Plaza Hotel en août 1987, par Pete Souza.